# Orxeta
Orxeta (em valenciano e oficialmente) ou Orcheta (em castelhano) é um município da Espanha na província de Alicante, Comunidade Valenciana. Tem 24,06 km² de área e em 2021 tinha 787 habitantes (densidade: 32,7 hab./km²).

## Demografia
| Variação demográfica do município entre 1991 e 2004 | Variação demográfica do município entre 1991 e 2004 | Variação demográfica do município entre 1991 e 2004 | Variação demográfica do município entre 1991 e 2004 |
| --------------------------------------------------- | --------------------------------------------------- | --------------------------------------------------- | --------------------------------------------------- |
| 1991                                                | 1996                                                | 2001                                                | 2004                                                |
| 516                                                 | 470                                                 | 528                                                 | 675                                                 |